# Anellozetes neonominatus
Anellozetes neonominatus är en kvalsterart som beskrevs av Subías 2004. Anellozetes neonominatus ingår i släktet Anellozetes och familjen Humerobatidae. Inga underarter finns listade i Catalogue of Life.